# ジャスティス (2002年の映画)
『ジャスティス』（原題: Hart's War）は、2002年製作のアメリカ合衆国の映画。グレゴリー・ホブリット監督。原作はジョン・カッツェンバックの小説。

## ストーリー
1944年、ベルギー。第二次世界大戦中のアルデンヌ。法学校出身で戦場経験のないハート中尉は、ある日上官を送迎する途上、アメリカ兵に偽装したドイツ兵に捕らわれると、激しい尋問の末に捕虜収容所に送られる。そこには百戦錬磨の将校マクナマラ大佐もいた。
数日後、スコットとアーチャーという2人の黒人士官が加えられる。しかし捕虜の中にはベッドフォードをはじめ、同じアメリカ軍人でありながら黒人に強い差別意識を持った者がおり、2人に嫌がらせを開始。ついにはアーチャーに武器隠匿の濡れ衣を着せ、処刑されるに至ってしまう。翌日の夜中、今度はベッドフォードが殺害され、その現場にはスコットがいた。スコットは無実を主張するが、状況的にはスコットがアーチャーの仇を取るべくベッドフォードを殺害したようにしか見えなかった。
マクナマラの交渉の結果、捕虜収容所内でマクナマラを議長とした裁判を開くこととなり、ハートがスコットの弁護士に指名される。勝ち目のない裁判に勝機を見出そうと奔走するハートだったが、この裁判開廷の裏にはマクナマラの別の目的が隠されていた。ハート、スコット、マクナマラ、それぞれの正義（ジャスティス）が交錯する。

## キャスト
| 役名                           | 俳優                               | 日本語吹替 |
| ------------------------------ | ---------------------------------- | ---------- |
| ウィリアム・A・マクナマラ大佐  | ブルース・ウィリス                 | 樋浦勉     |
| トーマス・W・ハート中尉        | コリン・ファレル                   | 堀内賢雄   |
| リンカーン・A・スコット少尉    | テレンス・ハワード                 | 相沢正輝   |
| ヴィック・EWベッドフォード軍曹 | コール・ハウザー                   | 楠見尚己   |
| ワーナー・ヴィッサー大佐       | マーセル・ユーレス                 | 野島昭生   |
| ピーター・A・ロス大尉          | ライナス・ローチ                   | 森田順平   |
| ラマー・T・アーチャー少尉      | ヴィセラス・レオン・シャノン       | 浪川大輔   |
| J・M・ラング大佐               | ジョー・スパーノ                   | 稲葉実     |
| ムース                         | セバスチャン・ティリンガー         | 草尾毅     |
| R・G・シスク大尉               | サム・ジェーガー                   | 佐久田修   |
| ロバート・M・スワン大尉        | ロッキー・マーシャル               | 飛田展男   |
| ルッツ                         | デュガルド・ブルース・ロックハート | 小形満     |
| クラリ少佐                     | リック・ラヴァネロ                 | 咲野俊介   |
| ハンス・フューセル少佐         | デヴィッド・バラス                 | 中田雅之   |
| W・ロイ・ポッツ                | マイケル・ウェストン               | 遠藤純一   |
| カール・S・ウェッブ軍曹        | ロリー・コクレーン                 | 伊藤健太郎 |
| デポット                       | サム・ワーシントン                 | 滝知史     |
| ウェスト                       | トニー・デブリン                   | 西前忠久   |
| クローミン                     | スコット・マイケル・キャンベル     | 木村雅史   |
| クッキー                       | ブラッド・ハント                   | 新垣樽助   |